# Agonita testaceicornis
Agonita testaceicornis es un coleóptero de la familia Chrysomelidae.
Fue descrita científicamente por primera vez en 1942 por Maurice Pic.